# 2002年度兒歌金曲開心嘉年華得獎名單
2002年度兒歌金曲開心嘉年華，於2002年2月舉行。

## 十大兒歌金曲
1. 《快將暑假拍下來》 主唱：林峰、方力申、鄧健泓、李彩樺
2. 《愛的合唱》 主唱：向小喬（內地）
3. 《I will be your friend》 主唱：B2
4. 《有種愛》 主唱：王秀琳
5. 《多啦Ａ夢》 主唱：陳慧琳
6. 《寫一個愛字》 主唱：李家仁
7. 《燃亮生命 Lu La La 》 主唱：李紫昕
8. 《我最關心（閱讀版）》 主唱：馬浚偉
9. 《I Seek You》 主唱：曹永廉
10. 《有所不知》 主唱：Twins

## 最受爹o地媽咪歡迎兒歌大獎
- 《心多多》 主唱：熊熊兒童合唱團

## 十大兒歌金曲金獎
- 《有所不知》 主唱：Twins

## 十大兒歌金曲銀獎
- 《多啦A夢》 主唱：陳慧琳

## 十大兒歌金曲銅獎
- 《快將暑假拍下來》 主唱林峯、方力申、鄧健泓、李彩樺